# جيمي أتويل
جيمي أتويل (بالإنجليزية: Jamie Attwell)‏ هو لاعب كرة قدم بريطاني في مركز حراسة المرمى، ولد في 8 يونيو 1982 في برستل في المملكة المتحدة. لعب مع توتنهام هوتسبير ونادي بريستول سيتي ونادي توركي يونايتد.

## وصلات خارجية
- جيمي أتويل على موقع Soccerbase.com (لاعب) (الإنجليزية)